# Zaczarowana gospoda
Zaczarowana gospoda (fr. L'auberge ensorcelée , ang. The Bewitched Inn) – francuski krótkometrażowy film z 1897 roku.

## Fabuła
Mężczyzna niosąc walizkę i parasol wchodzi do pokoju z łóżkiem. Po czym zdejmuje płaszcz, kładzie go na łóżku, a zaraz po tym kładzie też na nim swoją walizkę i parasol, by po chwili ze zdumieniem zaobserwować, że wszystkie te przedmioty znikają bez śladu. Po chwili zdejmuje z głowy czapkę rodem z safari i kładzie ją na komodzie. Czapka spada na ziemię i niczym żywe stworzenie, poruszając się po podłodze, ucieka od swego właściciela, mimo że ten desperacko usiłuje ją pochwycić. Następnie mężczyzna postanawia zapalić świecę, lecz ta znika i pojawia się w drugiej części pokoju. Mężczyzna niezrażony tym jednak, idzie do niej, by tam ją zapalić. Ta jednak ponownie znika i pojawia się tam, gdzie była na początku. Tym razem postanawia się do niej zakraść powoli i ostrożnie po to, by jej „nie spłoszyć” i nie spowodować ponownego jej zniknięcia. Dociera w końcu rozpaloną zapałką do knota lecz świeca, zamiast normalnie zapłonąć, wybucha gwałtownie, wywołując kłęby dymu i nieomal upadek mężczyzny na podłogę. Mężczyzna nieco zachwiany tym wybuchem staje w końcu na równe nogi, zdejmuje kamizelkę i przewiesza ją na krześle. Kamizelka jednak ani myśli pozostać na krześle i odfruwa po chwili, znikając gdzieś w górze. Mężczyzna nieco już zdenerwowany bierze krzesło i ciskając nieco jego nogami o podłogę, niby to chcąc je solidniej postawić na podłożu, stawia je, po czym usiłuję na nim usiąść. Krzesło jednak znika i pojawia się obok, a mężczyzna upada tyłkiem na ziemię. Mężczyzna wstaje z podłogi, bierze ponownie stanowczo krzesło i siada na nim, po czym zdejmuje buty, wstaje i zaczyna ścielić sobie łóżko po chwili orientując się, że buty, które przed chwilą zdjął, same stawiają kroki oddalając się od łóżka i w porę niezatrzymane przez ich właściciela w końcu znikają na dobre. Następną koleją rzeczy znika stolik nocny, a ubranie dzienne dopiero co przez mężczyznę zdjęte odfruwa tak, jak wcześniej kamizelka. Mężczyzna odsłania kołdrę i wskakuje do łóżka. To jednak znika, jak wcześniej inne przedmioty, powodując upadek mężczyzny na podłogę. Bardzo już zdenerwowany mężczyzna chodzi w kółko po pokoju nie mogąc tego wszystkiego pojąć. Po chwili łóżko pojawia się na powrót, zaś inne meble znikają. Mając już tego wszystkiego dość, mężczyzna, będąc jedynie w bieliźnie, wybiega z pokoju.